# 沙溪镇 (韶关市)
沙溪镇，是中华人民共和国广东省韶关市曲江区下辖的一个乡镇级行政单位。

## 行政区划
沙溪镇下辖以下地区：
沙溪社区、沙溪村、东华村、中心村、凡洞村、长坪村、窝子村和木坪村。